# Les Ciències i les Arts
Les Ciències i les Arts és una pintura a l'oli sobre taula, pintat entre 1607 i 1650 pel pintor neerlandès Adriaan van Stalbemt.

## Descripció i interpretació
Un grup de savis discuteix al voltant de diverses taules, mentre que l'altre grup de persones contemplen els quadres que pengen a les parets de la cambra. L'obra mostra al centre a dos personatges contemplant una quadre que representa la destrucció d'obres d'art pels protestants a finals del segle xvi. Una taula de fusta, a la part dreta de la imatge mostra àlbums amb gravats, mapes marítims, escuts, medalles, brúixoles i un globus terrícola.
La pintura té la intenció de mostrar la protecció que el catolicisme als Països Baixos espanyols feia de la cultura i de les arts, mentre que a les protestants Províncies Unides del nord aquesta protecció no existia.

## Versions del quadre

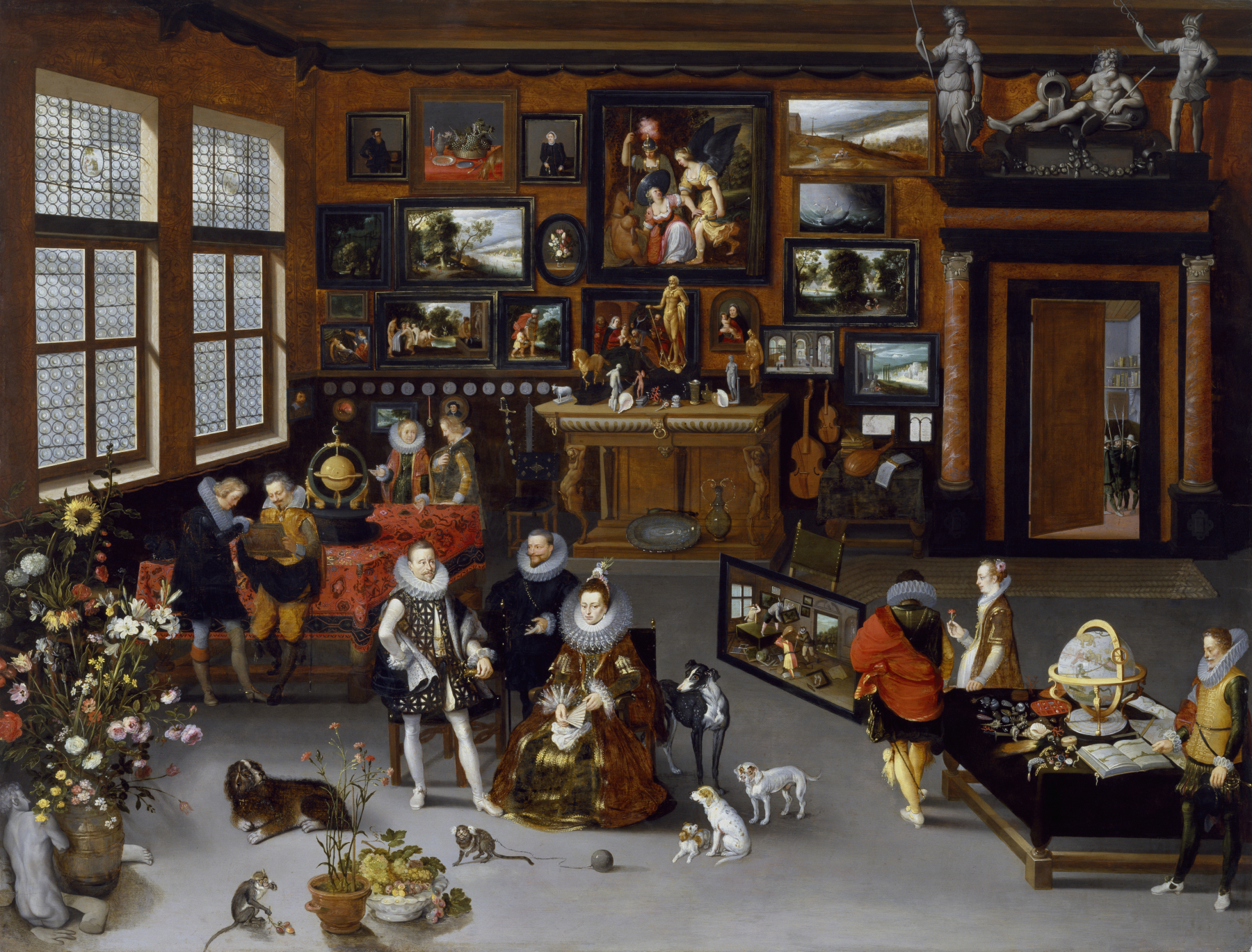
Els arxiducs Albert i Isabel visitant un gabinet del col·leccionista Jan Brueghel el Vell.

Hi ha fins a cinc versions d'aquesta pintura. Una en el Museu del Prado de Madrid, una altra a la Galerie Kugel de París, registrada el 1988; la tercera va ser registrada a la Hawkins Collection de Londres el 1951; una quarta versió, a la Galerie de Jonckheere de París el 2002; i la cinquena a la Galerie Robert Finck de Brussel·les el 1955. Les de Madrid i París són atribuïdes a Adriaan van Stalbemt, encara que hi ha dubtes sobre això.